# Parafia św. Leonarda w Troszynie Polskim
Parafia pw. Świętego Leonarda w Troszynie Polskim – parafia rzymskokatolicka należąca do dekanatu gąbińskiego, diecezji płockiej, metropolii warszawskiej. 